# 科林·克莱夫
科林·克莱夫（Colin Clive ；1900年1月20日—1937年6月25日）是美国的一位戏剧和电影演员，最著名的是在环球影业的电影《科学怪人》和《弗兰肯斯坦的新娘》中饰演弗兰肯斯坦博士 。

## 早年生活
出生于法国布列塔尼圣马洛，后在英国桑德赫斯特皇家军事学院学习，由于膝盖受伤，被取消继续参军的资格，投身演艺圈。